# U 56 (U-Boot, 1938)
U 56 war ein U-Boot vom Typ II C, das im Zweiten Weltkrieg von der deutschen Kriegsmarine eingesetzt wurde. Auf seinen 12 Unternehmungen versenkte es 4 Schiffe mit 25.783 BRT, wobei 48 Menschen starben. Von 1941 bis 1945 diente es als Ausbildungsboot. Am 28. April 1945 wurde es im Hafen von Kiel bei einem Luftangriff zerstört, ohne dass Menschen an Bord waren, und am 3. Mai selbstversenkt.

## Geschichte
Der Auftrag für das Boot wurde am 17. Juni 1937 an die Deutsche Werke, Kiel vergeben. Die Kiellegung erfolgte am 21. September 1937, der Stapellauf am 3. September 1938, die Indienststellung unter Kapitänleutnant Wilhelm Zahn fand schließlich am 26. November 1938 statt.
Das Boot gehörte nach seiner Indienststellung am 26. November 1938 bis zum 31. Dezember 1939 als Ausbildungs- und Frontboot zur U-Flottille „Emsmann“ in Kiel. Nach der Neugliederung der Flottillen gehörte U 56 vom 1. Januar 1940 bis zum 31. Oktober 1940 als Frontboot zur 1. U-Flottille. Nach seiner aktiven Dienstzeit diente das Boot vom 1. November 1940 bis zum 18. Dezember 1940 als Ausbildungsboot in der 24. U-Flottille in Memel sowie vom 19. Dezember 1940 bis zum 30. Juni 1944 als Schulboot in der 22. U-Flottille in Gotenhafen, bevor es vom 1. Juli 1944 bis zum 28. April 1945 als Schulboot zur 19. U-Flottille nach Pillau kam. Das Boot wurde am 28. April 1945 in Kiel außer Dienst gestellt und bei Kriegsende selbstversenkt.
U 56 unternahm während seiner Dienstzeit zwölf Feindfahrten, auf der es vier Schiffe mit einer Gesamttonnage von 25.783 BRT versenken konnte.

## Einsatzstatistik

### Erste Feindfahrt
Das Boot lief am 25. August 1939 um 4.40 Uhr von Wilhelmshaven aus und lief am 9. September 1939 in Kiel ein. Auf dieser 16 Tage dauernden Unternehmung in die Nordsee und der Großen Fischerbank, wurden keine Schiffe versenkt oder beschädigt.

### Zweite Feindfahrt
Das Boot lief am 12. September 1939 um 10.00 Uhr von Kiel aus und lief am 19. September 1939 um 11.51 Uhr wieder dort ein. Auf dieser acht Tage dauernden Unternehmung in die Nordsee, wurden keine Schiffe versenkt oder beschädigt.

### Dritte Feindfahrt
Das Boot lief am 23. Oktober 1939 um 2.42 Uhr von Kiel aus und lief am 13. November 1939 um 5.45 Uhr wieder dort ein. Auf dieser 21 Tage dauernden Unternehmung in die Nordsee und westlich der Orkneys wurden keine Schiffe versenkt oder beschädigt.

### Vierte Feindfahrt
Das Boot lief am 27. November 1939 um 4.00 Uhr von Kiel aus und lief am 5. Dezember 1939 um 17.33 Uhr wieder dort ein. Auf dieser neun Tage dauernden und zirka 1.100 sm über und 98 sm unter Wasser langen Unternehmung in die Nordsee und der britischen Ostküste, wurde ein Schiff mit 2.119 BRT versenkt und ein Schiff mit 3.829 BRT beschädigt.
- 2. Dezember 1939: Beschädigung des britischen Dampfers Eskdene mit 3.829 BRT. Der Dampfer wurde durch einen G7e-Torpedo beschädigt. Er hatte Holz geladen und befand sich auf dem Weg von Archangelsk nach Hull. Es gab keinen Toten und 39 Überlebende.
- 3. Dezember 1939: Versenkung des schwedischen Dampfers Rudolf (Lage) mit 2.119 BRT. Der Dampfer wurde durch einen G7e-Torpedo versenkt. Er hatte Kohle geladen und befand sich auf dem Weg von Göteborg nach Großbritannien. Es gab neun Tote.

### Fünfte Feindfahrt
Das Boot lief am 27. Dezember 1939 um 1.30 Uhr von Kiel aus und lief am 11. Januar 1940 um 19.01 Uhr wieder dort ein. Auf dieser 14 Tage dauernden Kampf- und Minenunternehmung in der Nordsee, wurde ein Schiff mit 1.333 BRT versenkt.
- 23. Januar 1940: Versenkung des finnischen Dampfers Onto (Lage) mit 1.333 BRT. Der Dampfer wurde durch einen Minentreffer versenkt. Er fuhr in Ballast und war auf dem Weg von Zeebrügge zum Tyne. Es gab keine Verluste.

### Sechste Feindfahrt
Das Boot lief am 27. Januar 1940 um 16.45 Uhr von Kiel aus und lief am 17. Februar 1940 um 15.45 Uhr in Wilhelmshaven ein. Auf dieser 17 Tage dauernden und zirka 1.600 sm über und 273 sm unter Wasser langen Unternehmung in die Nordsee und der britischen Ostküste, wurden keine Schiffe versenkt oder beschädigt.

### Siebente Feindfahrt
Das Boot lief am 4. März 1940 um 9.15 Uhr von Wilhelmshaven aus und lief am 20. März 1940 um 2.02 Uhr wieder dort ein. U 56 lief am 4. März 1940 um 15.28 Uhr in Helgoland ein und um 16.23 Uhr wieder aus und um 23.30 Uhr wieder ein. Am 5. März 1940 um 7.30 Uhr lief das Boot abermals von Helgoland aus und um 13.15 Uhr in Wilhelmshaven ein. Es lief nun endgültig am 14. März 1940 um 14.40 Uhr zur Feindfahrt aus. Auf dieser acht Tage dauernden und zirka 800 sm über und 89 sm unter Wasser langen Unternehmung in die Nordsee, wurden keine Schiffe versenkt oder beschädigt.

### Achte Feindfahrt
Das Boot lief am 4. April 1940 um 8.17 Uhr zum Unternehmen Weserübung von Wilhelmshaven aus und lief am 26. April 1940 um 21.10 Uhr in Kiel ein. Auf dieser 23 Tage dauernden und zirka 1.600 sm über und 493 sm unter Wasser langen Unternehmung vor Bergen, wurden keine Schiffe versenkt oder beschädigt.

### Neunte Feindfahrt
Das Boot lief am 21. Mai 1940 um 14.13 Uhr von KIel aus und lief am 14. Juni 1940 in Wilhelmshaven ein. Auf dieser 24 Tage dauernden und zirka 2.350 sm über und 369 sm unter Wasser langen Unternehmung in die Nordsee, westlich der Orkneys und im North Minch, wurden keine Schiffe versenkt oder beschädigt.

### Zehnte Feindfahrt
Das Boot lief am 29. Juni 1940 um 8.10 Uhr von Wilhelmshaven aus und lief am 21. Juli 1940 um 9.43 Uhr in Lorient ein. Auf dieser 23 Tage dauernden und zirka 2.800 sm über und 346 sm unter Wasser langen Unternehmung in den Nordatlantik, North Minch und dem Nordkanal, wurde der englische Truppentransporter Dunera, der mit mehreren tausend Inhaftierten (vor allem mit deutschen und österreichischen Männern jüdischen Glaubens, mit deutschen Kommunisten, aber auch italienischen Kriegsgefangenen und inhaftierten Nazis) besetzt und auf dem Weg nach Australien war, bei einem Angriff am 12. Juli 1940 mit zwei Torpedos leicht beschädigt. Beide Torpedos explodierten nicht.

### Elfte Feindfahrt
Das Boot lief am 25. Juli 1940 um 20.00 Uhr von Lorient aus und lief am 14. August 1940 um 8.38 Uhr wieder dort ein. Auf dieser 13 Tage dauernden und zirka 210 sm über und 358 sm unter Wasser langen Unternehmung in den Nordatlantik und dem Nordkanal, wurden zwei Schiffe mit 22.331 BRT versenkt.
- 5. August 1940: Versenkung des britischen Dampfers Boma (Lage) mit 5.408 BRT. Der Dampfer wurde durch einen Torpedo versenkt. Er hatte 1.000 t Kohle geladen und befand sich auf dem Weg von Cardiff nach Lagos. Das Schiff gehörte zum Konvoi OB-193 mit 48 Schiffen. Es gab drei Tote und 50 Überlebende.
- 10. August 1940: Versenkung des britischen Hilfskreuzers Transylvania (Lage) mit 16.923 BRT. Der Hilfskreuzer wurde durch einen G7e-Torpedo versenkt. Das Schiff gehörte zum 10. Kreuzergeschwader. Es konnte zunächst noch in Schlepp genommen werden, sank aber vor dem Erreichen der Küste. Es gab 36 Tote und 300 Überlebende. Sie war das größte von U 56 versenkte Schiff.

### Zwölfte Feindfahrt
Das Boot lief am 19. August 1940 um 20.00 Uhr von Lorient aus und lief am 15. September 1940 um 22.30 Uhr in Kiel ein. Auf dieser 28 Tage dauernden und 2.709 sm über und 349 sm unter Wasser langen Unternehmung im Nordatlantik, dem Nordkanal, den Hebriden und der Nordsee, wurden keine Schiffe versenkt oder beschädigt.

## Verbleib
U 56 wurde am 28. April 1945 in Kiel bei einem Luftangriff der britischen RAF zerstört, ohne dass Menschen an Bord waren, und dort am 3. Mai 1945 gemäß dem lange bestehenden Regenbogen-Befehl von seiner Besatzung selbstversenkt.